# Fatma (serie televisiva)
Fatma è una serie televisiva drammatica turca composta da 6 puntate, distribuita sulla piattaforma di streaming Netflix il 27 aprile 2021.

## Trama
Fatma Yılmaz, 35 anni, è una semplice donna delle pulizie e madre, ma le cose cambiano quando suo marito Zafer scompare poco dopo il suo rilascio dalla prigione e il loro figlio muore. Durante la ricerca del marito, Fatma commette un omicidio inaspettato. Quando i loschi conoscenti clandestini di Zafer scoprono l'omicidio, Fatma non ha scelta: deve continuare a uccidere per sopravvivere. Grazie alla sua modesta facciata da normale donna delle pulizie, nessuno accusa Fatma di omicidio e lei può continuare a uccidere senza essere scoperta. Alla fine, per Fatma, l'omicidio diventa una sorta di liberazione da tutti gli anni di lotta e dolore che aveva sopportato e represso, e una nuova parte della sua identità con cui confrontarsi oltre a trovare suo marito e cercare vendetta per suo figlio innocente.

## Episodi
| Stagione       | Episodi | Pubblicazione Turchia | Pubblicazione Italia |
| -------------- | ------- | --------------------- | -------------------- |
| Prima stagione | 6       | 2021                  | 2021                 |

## Personaggi e interpreti

### Personaggi principali
- Fatma Yılmaz, interpretata da Burcu Biricik.
- Yazar, interpretato da Uğur Yücel.
- Bayram, interpretato da Mehmet Yılmaz Ak.
- Emine / Mine, interpretata da Hazal Türesan.
- Oğuz, interpretato da Mustafa Konak.
- Hayat Kadını, interpretata da Melis Sezen.
- Sidar, interpretato da Olgun Toker.
- Kadriye, interpretato da Gülçin Kültür Şahin.
- İsmail, interpretato da Deniz Hamzaoğlu.
- Yusuf, interpretato da Çağdaş Onur Öztürk.

### Personaggi secondari
- Komiser, interpretato da Şehsuvar Aktaş.
- Ekber, interpretato da Burhan Öçal.
- Şevket, interpretato da Kubilay Tuncer.
- Didem İnselel.
- Arzu Ağden, interpretato da Servet Pandur.
- Berkan Ağden, interpretato da Yağız Can Konyalı.
- Serdar, interpretato da Umut Kurt.
- Zafer Yılmaz, interpretato da Ferit Kaya.
- Su, interpretata da Ecem Uzun.

## Produzione
La serie, creata da Başak Abacıgil Sözeri, è diretta da Özer Feyzioğlu e Özgür Önurme, scritta da Özgür Önurme e Ahmet Vatan e prodotta da Idea Film Creatives.

### Riprese
Le riprese della serie sono state effettuate a Istanbul, in Turchia. Inoltre, la casa di Fatma è situata nel quartiere di Yedikule a Suriçi, mentre le scene della stazione ferroviaria sono state girate anche presso la stazione di Yedikule.

## Accoglienza

### Recensioni
Oliver Armknecht di film-rezensions.de elogia la serie come un'attraente alternativa ai soliti thriller di vendetta, quando un'anonima donna delle pulizie sulla trentina intraprende la lotta con gli uomini che hanno causato danni alla sua famiglia. Spicca soprattutto l'attrice protagonista, che esprime tristezza e rabbia in egual misura.